# Cary Katz
Cary Steven Katz (* 29. Januar 1970 in Atlanta, Georgia) ist ein US-amerikanischer Unternehmer und Pokerspieler.
Katz hat sich mit Poker bei Live-Turnieren mehr als 39,5 Millionen US-Dollar erspielt und ist damit der erfolgreichste Geschäftsmann der Pokerwelt. Er siegte 2018 beim Super High Roller des PokerStars Caribbean Adventures und 2019 bei der A$100.000 Challenge der Aussie Millions Poker Championship sowie beim Super High Roller Bowl London. Beim PokerGO Cup gewann er 2021 das Main Event und 2023 die Championship.

## Ausbildung und Beruf
Katz machte an der University of Georgia den Bachelor of Business Administration. Im Jahr 1999 gründete er die College Loan Corporation, deren CEO er für 15 Jahre war. Unter seiner Führung wurde das Unternehmen die siebtgrößte Studentendarlehensfirma in den Vereinigten Staaten mit insgesamt knapp 20 Milliarden US-Dollar an ausgezahlten Darlehen. Im Oktober 2015 gründete Katz die Limited Liability Company Poker Central, die Pokerturniere organisiert und mit PokerGO das führende Livestreaming-Portal für Poker vertreibt. Weiter tritt er als Präsident der St. Gabriel Catholic School und als Vorsitzender der Non-Profit-Organisation Stop Child Predators auf. Katz ist verheiratet und sechsfacher Vater. Er lebt in Las Vegas.

## Pokerkarriere

### Werdegang
Katz lernte Poker im Alter von 8 Jahren von seiner Großmutter. Seine erste Geldplatzierung bei einem Live-Turnier erzielte er Anfang Juli 2004 im Hotel Bellagio am Las Vegas Strip. Der Amerikaner spielt fast ausschließlich High-Roller-Events, also Turniere mit Buy-ins von mindestens 10.000 US-Dollar.
Ende August 2005 kam Katz zum ersten Mal beim Main Event der World Poker Tour ins Geld und belegte in Los Angeles den mit rund 20.000 US-Dollar dotierten 21. Platz. Im Juli 2009 war er erstmals bei der World Series of Poker (WSOP) im Rio All-Suite Hotel and Casino am Las Vegas Strip erfolgreich und landete beim Main Event auf dem 159. Platz und erhielt über 40.000 US-Dollar. Seit 2011 ist der Amerikaner WSOP-Stammgast und schafft es regelmäßig die Preisgeldränge zu erreichen. Im Januar 2013 erreichte er beim Super-High-Roller-Event des PokerStars Caribbean Adventures auf den Bahamas den Finaltisch und beendete das Turnier auf dem vierten Platz und sicherte sich knapp 550.000 US-Dollar. Bei der WSOP 2013 verpasste er nur knapp den Gewinn eines Bracelets und belegte bei einem Turnier in der Variante Pot Limit Hold’em hinter dem Belgier Davidi Kitai den zweiten Platz. Im Februar 2014 gewann Katz zwei High-Roller-Turniere im Bellagio am Las Vegas Strip und verdiente dabei über 350.000 US-Dollar. Ende Juni 2014 spielte der Amerikaner das von Guy Laliberté initiierte Big One for One Drop mit einem Buy-in von einer Million US-Dollar, an dem er auch schon 2012 teilgenommen hatte. Katz belegte den achten Platz und erhielt dafür sein bis dahin höchstes Preisgeld von über 1,3 Millionen US-Dollar. Seit September 2014 nimmt er auch regelmäßig an Pokerturnieren im Aria Resort & Casino am Las Vegas Strip teil, die Buy-ins von mindestens 10.000 US-Dollar erfordern und bisher 15-mal von Katz gewonnen wurden. Mitte Oktober 2016 wurde er von Laliberté zum Big One for One Drop Extravaganza, einem exklusiven Pokerturnier in Monte-Carlo mit einem Buy-in von einer Million Euro, eingeladen. Dort erreichte der Amerikaner erneut den Finaltisch und bekam für seinen fünften Platz ein Preisgeld von 1,75 Millionen Euro. Im Januar 2018 gewann er das Super High Roller des PokerStars Caribbean Adventures auf den Bahamas und erhielt eine Siegprämie von rund 1,5 Millionen US-Dollar. Ende Februar 2018 wurde Katz bei den American Poker Awards in Los Angeles als Poker’s Biggest Influencer of the Year 2017 ausgezeichnet. Ende Juli 2018 belegte er beim eine Million Hongkong-Dollar teuren Short Deck Ante-Only der Triton Poker Series im südkoreanischen Jeju-do den zweiten Platz und erhielt umgerechnet knapp 1,8 Millionen US-Dollar Preisgeld. Anfang Februar 2019 gewann der Amerikaner die A$100.000 Challenge der Aussie Millions Poker Championship in Melbourne und sicherte sich eine Siegprämie von knapp 1,5 Millionen Australischen Dollar. Bei den US Poker Open erreichte er Mitte Februar 2019 drei Finaltische, wodurch er Preisgelder von mehr als 580.000 US-Dollar erhielt. Im August 2019 erzielte der Brite drei hochdotierte Preisgeldplatzierungen bei der Triton Series in London, die ihm umgerechnet mehr als 2,5 Millionen US-Dollar einbrachten. Im September 2019 gewann Katz ebenfalls in London den Super High Roller Bowl und sicherte sich sein bisher höchstes Preisgeld von umgerechnet mehr als 2,6 Millionen US-Dollar. Beim Super High Roller Bowl Australia in Sydney belegte er Anfang Februar 2020 den mit 640.000 Australischen Dollar dotierten dritten Platz. Mitte März 2020 erzielte der Amerikaner bei der partypoker Live Millions Super High Roller Series in Sotschi vier Geldplatzierungen und erhielt Preisgelder von 1,27 Millionen US-Dollar. Bei der ersten Austragung des PokerGO Cup im Aria Resort & Casino gewann er Mitte Juli 2021 das Main Event mit einer Siegprämie von über einer Million US-Dollar und wurde aufgrund zwei weiterer Geldplatzierungen dritterfolgreichster Spieler der Serie. Im Januar 2023 erreichte Katz beim PokerGO Cup bei fünf der acht Events die bezahlten Plätze und sicherte sich damit die meisten Turnierpunkte aller Spieler, wofür er mit 50.000 US-Dollar sowie der PokerGO Cup Championship prämiert wurde. Bei der mittlerweile im Horseshoe Las Vegas und Paris Las Vegas ausgespielten WSOP 2023 gelangte er beim 100.000 US-Dollar teuren High Roller ins Heads-Up, musste sich dort jedoch Jans Arends geschlagen geben und mit einer Auszahlung von knapp 1,6 Millionen US-Dollar begnügen.

### Preisgeldübersicht
Katz ist mit erspielten Preisgeldern von über 39,5 Millionen US-Dollar der erfolgreichste Geschäftsmann nach kumulierten Turnierpreisgeldern.
| Jahr   | Preisgeld (in $) | Turniersiege |
| ------ | ---------------- | ------------ |
| 2004   | 37.251           | 0            |
| 2005   | 53.440           | 0            |
| 2006   | 27.130           | 0            |
| 2007   | 0                | 0            |
| 2008   | 9.375            | 0            |
| 2009   | 113.732          | 0            |
| 2010   | 164.346          | 2            |
| 2011   | 133.452          | 0            |
| 2012   | 296.057          | 4            |
| 2013   | 799.752          | 0            |
| 2014   | 2.450.287        | 2            |
| 2015   | 963.247          | 3            |
| 2016   | 5.295.983        | 4            |
| 2017   | 1.861.857        | 2            |
| 2018   | 5.166.250        | 2            |
| 2019   | 10.786.418       | 4            |
| 2020   | 2.437.379        | 1            |
| 2021   | 3.065.391        | 2            |
| 2022   | 1.971.559        | 2            |
| 2023   | 4.199.686        | 1            |
| 2024   | 0                | 0            |
| gesamt | 39.832.592       | 29           |